# Wilhelm Kuhweide
Wilhelm "Willi" Kuhweide (Berlim, 6 de janeiro de 1943) é um velejador alemão.

## Carreira
Wilhelm "Willi" Kuhweide representou seu país nos Jogos Olímpicos de 1964, 1968, 1972, 1976 e 1984 no qual conquistou a medalha de ouro na classe  Finn e bronze na classe Star. 